# Ottar Brox
Ottar Brox (* 30. August 1932 in Torsken, Nord-Norwegen; † 16. Februar 2024 in Oslo) war ein norwegischer Sozialwissenschaftler und Politiker (Sozialistische Linkspartei).

## Leben und Wirken
Ottar Brox absolvierte zunächst eine Ausbildung in der Landwirtschaft und besuchte eine Landwirtschaftsschule in Nord-Norwegen. Anschließend setzte er seine Ausbildung an der Norges Landbrukshøgskole in Ås fort und legte dort 1957 das Examen als Agraringenieur ab. Es folgte ein Studium der Geschichte und Soziologie an dieser Hochschule. Ab 1960 arbeitete er am Tromsø Museum und konnte im Jahre 1970 an der Landwirtschaftshochschule promovieren. Zwischenzeitlich nahm er einen Lehrauftrag auf den Gebieten Soziologie und Anthropologie an der Memorial University of Newfoundland in St. John’s (Kanada) wahr. Nachdem er 1970/71 einen Lehrauftrag an der Universität Bergen ausgeübt hatte, wurde er 1972 Professor für Soziologie an der Universität Tromsö. Diese Professur hatte Brox bis 1984 inne.
Politisch aktiv war Brox in der Sozialistischen Volkspartei Norwegens. Von 1973 bis 1977 vertrat er als Abgeordneter dieser Partei die Region Troms im Parlament in Oslo (Storting). Er war ein Gegner des Beitritts Norwegens zur Europäischen Gemeinschaft.
In seinen Forschungen beschäftigte sich Brox vor allem mit der Entwicklung der landwirtschaftlichen Struktur und der Gesellschaft in Nord-Norwegen unter sozialanthropologischen Gesichtspunkten. Besondere Bekanntheit erlangte er durch seine Studie „Hva skjer i Nord-Norge. En studie i norsk utkantpolitikk“. 2002 wurde er mit dem Fritt-Ord-Ehrenpreis ausgezeichnet.

## Veröffentlichungen (Auswahl)
- Hva skjer i Nord-Norge. En studie i norsk utkantpolitikk (= Pax, Bd. 39). Pax Forl., Oslo 1966.
- Recruitment and organizational stability in industrially underdeveloped areas. Some aspects of the problem of industrialization in the cod-fishery in North Norway. In: Acta sociologica, Bd. 12 (1969), S. 20–28.
- Newfoundland fishermen in the age of industry. A sociology of economic dualism. Memorial University of Newfoundland, St. John’s 1972.
- The common property theory. Epistomological status and analytical utility. In: Reidar Grønhaug (Hrsg.): The ecology of choice and symbol. Essays in honour of Fredrik Barth. Alma Mata Forl., Bergen 1991, S. 426–444, ISBN 82-419-0065-1.
- My life as an anthropologist. In: Ethnos, Bd. 61 (1996), H. 1–2, S. 103–120.
- Recent attempts of regulating the harvesting of Norwegian Arctic cod. In: GeoJournal, Bd. 39 (1996), H. 2, S. 203–210.
- Schismogenetic conflicts. In: Tore Slaatta (Hrsg.): Media and the transition of collective identities. Department of Media and Communication, Univ. of Oslo, Oslo 1996, S. 23–45, ISBN 82-570-6089-5.
- Schismogenesis in the wilderness. The reintroduction of predators in Norwegian forests. In: Ethnos, Bd. 65 (2000), H. 3, S. 387-404-
- The political economy of rural development. Modernisation without centralisation? Eburon, Delft 2006, ISBN 90-5972-086-5.

- Fischerbauern in der Polarregion Norwegens im 20. Jahrhundert. In: Rita Garstenauer (Hrsg.): Land-Arbeit. Arbeitsbeziehungen in ländlichen Gesellschaften Europas (17. bis 20. Jahrhundert). Studien-Verlag, Innsbruck 2010, S. 161–172, ISBN 3-7065-4631-0.
- Reflections on the making of Norway. In: John Bryden/Ottar Brox/Lexley Riddoch (Hrsg.): Northern neighbours. Scotland and Norway since 1800. Edinburgh University Press, Edinburgh 2015, S. 154–163, ISBN 978-0-7486-9620-8.

Außerdem zahlreiche Aufsätze in norwegischer Sprache.